# Viereckschanze Buchendorf
Die spätkeltische Viereckschanze Buchendorf liegt etwa 500 Meter nordöstlich  des Gautinger Ortsteiles Buchendorf im Landkreis Starnberg (Oberbayern) im freien Gelände. Das Bodendenkmal gilt als eine der am besten erhaltenen Viereckschanzen Süddeutschlands.

Innenbereich der Viereckschanze

Die Viereckschanze stammt aus der späten Latènezeit, sie wurde traditionell als Kultplatz, dessen Verwendung nicht näher bekannt ist, eingestuft. Seit etwa 1990 ist die Funktion der Viereckschanzen in der wissenschaftlichen Fachdiskussion offen.

## Beschreibung

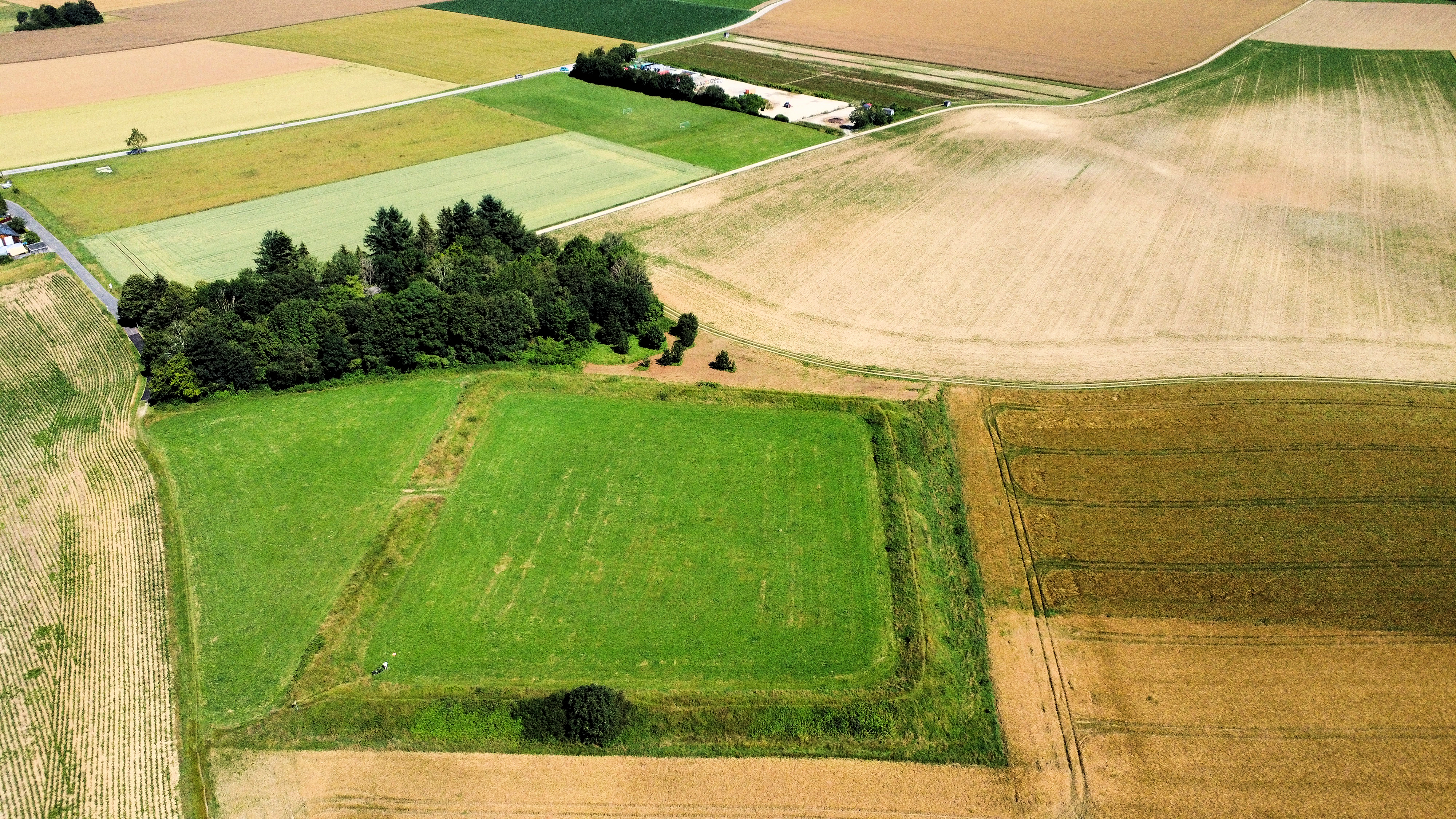
Die Viereckschanze von Süden aus ca. 120 m Höhe

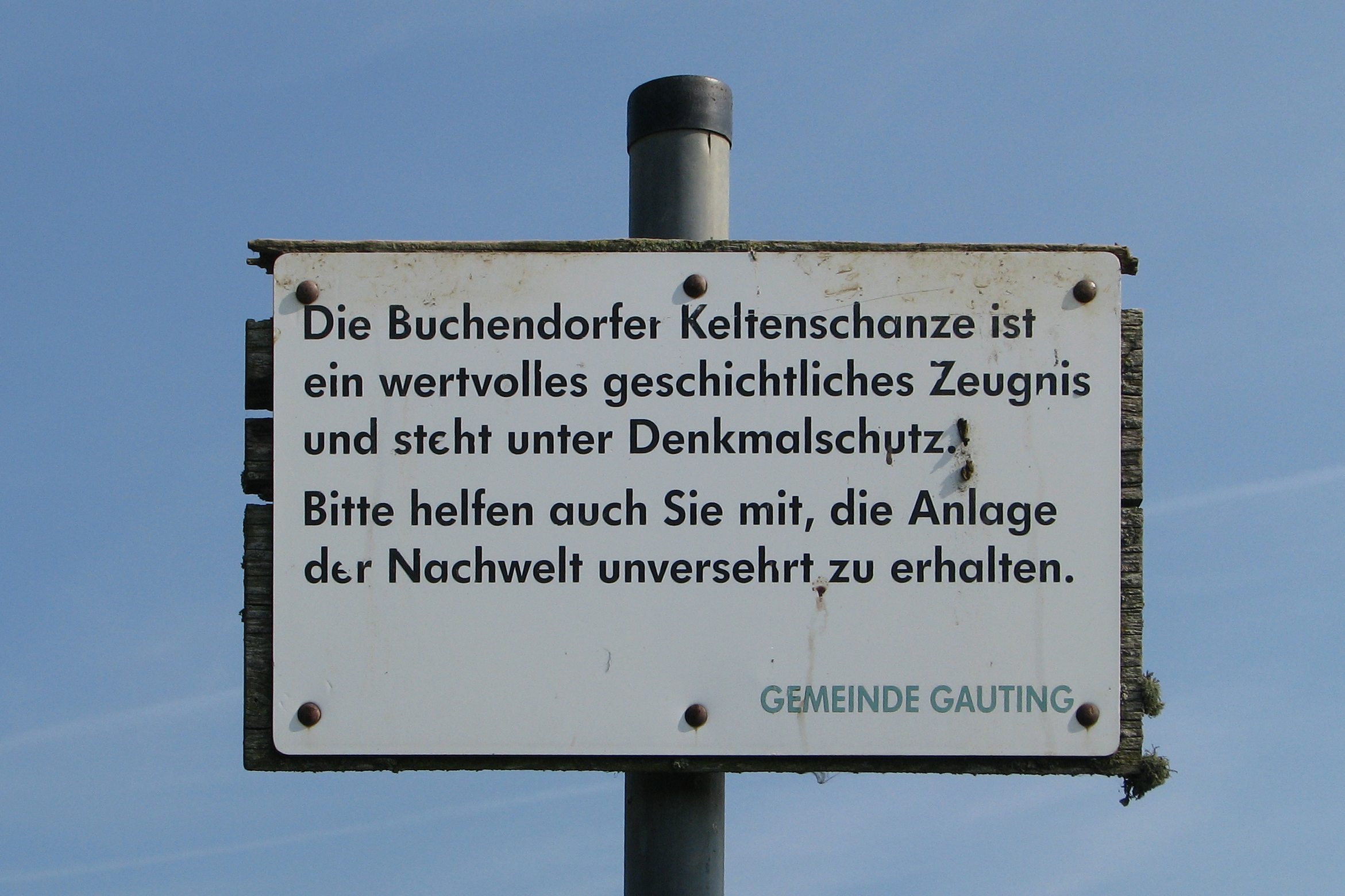
Hinweisschild an der Viereckschanze

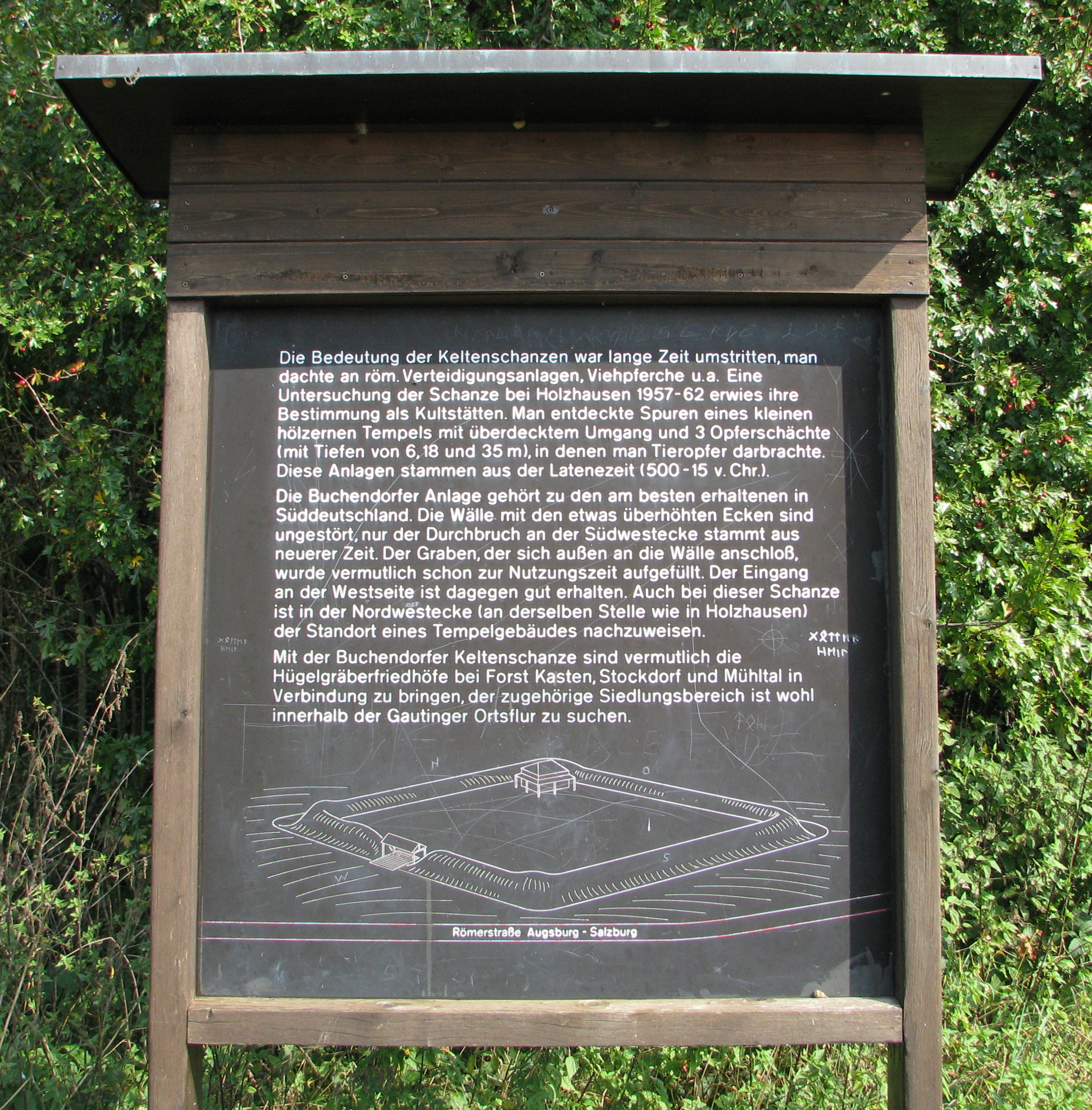
Erklärungstafel nahe der Schanze

Das nahezu quadratische Erdwerk mit Seitenlängen von 110 bis 120 Metern liegt auf einem niedrigen, nach Nordwesten gerichteten Geländesporn. Die begrenzenden, kräftig geböschten Wallschüttungen mit ihren überhöhten Ecken sind bis zu 2,6 Meter hoch und weitgehend ungestört erhalten. Der ehemalige Außengraben scheint bereits in antiker Zeit aufgefüllt worden zu sein.
Im Westen wird der Wall in der Mitte durch die originale Toröffnung durchbrochen. Der Walleinschnitt der Südwestecke ist jünger. Das Bayerische Landesamt für Denkmalpflege verzeichnet das Bodendenkmal als Viereckschanze der späten Latènezeit unter der Denkmalnummer D-1-7934-0013.
Nordwestlich der Schanze verzeichnet das Landesamt für Denkmalpflege einige Reihengräber des frühen Mittelalters (Denkmalnummer D-1-7934-0015). Etwa 150 Meter nordnordöstlich der Anlage liegt eine Siedlung unbekannter Zeitstellung im Gelände (Denkmalnummer D-1-7934-0022). Nahe der Südwestecke der Schanze verläuft die Trasse einer Straße der römischen Kaiserzeit, die heute Via Julia genannt wird (Denkmalnummer D-1-7934-0145).